# Rhaphiostylis elegans
Espèce
Rhaphiostylis elegans Engl. est une espèce d'arbres de la famille des Icacinaceae et du genre Rhaphiostylis, endémique du Cameroun.

## Description
C'est un arbuste présentant de fins branchages (0,5-1 mm de diamètre) et des feuilles presque sessiles (5-8 x 3-5 cm) longues et acuminées (2 cm). Le pétiole ne mesure que 1-2 mm. et est canaliculé dessus. Limbe coriace, vert à la face supérieure, vert plus pâle à la face inférieure, luisant sur les deux faces, oblong-ové, 5-8 x 3-5 cm ; sommet se terminant en acumen étroit de 1-2 x 0,2 cm. Nervures secondaires :  4-5 paires, s'anastomosant loin du bord du limbe, concaves dessus, saillantes dessous. Le fruit est un drupe réniforme (qui a la forme d'un rein).

## Distribution
C'est une plante endémique du Cameroun, très rare, collectée en 1908 par Georg August Zenker à Bipindi dans la Région du Sud.